# Costa Dufek
|  |

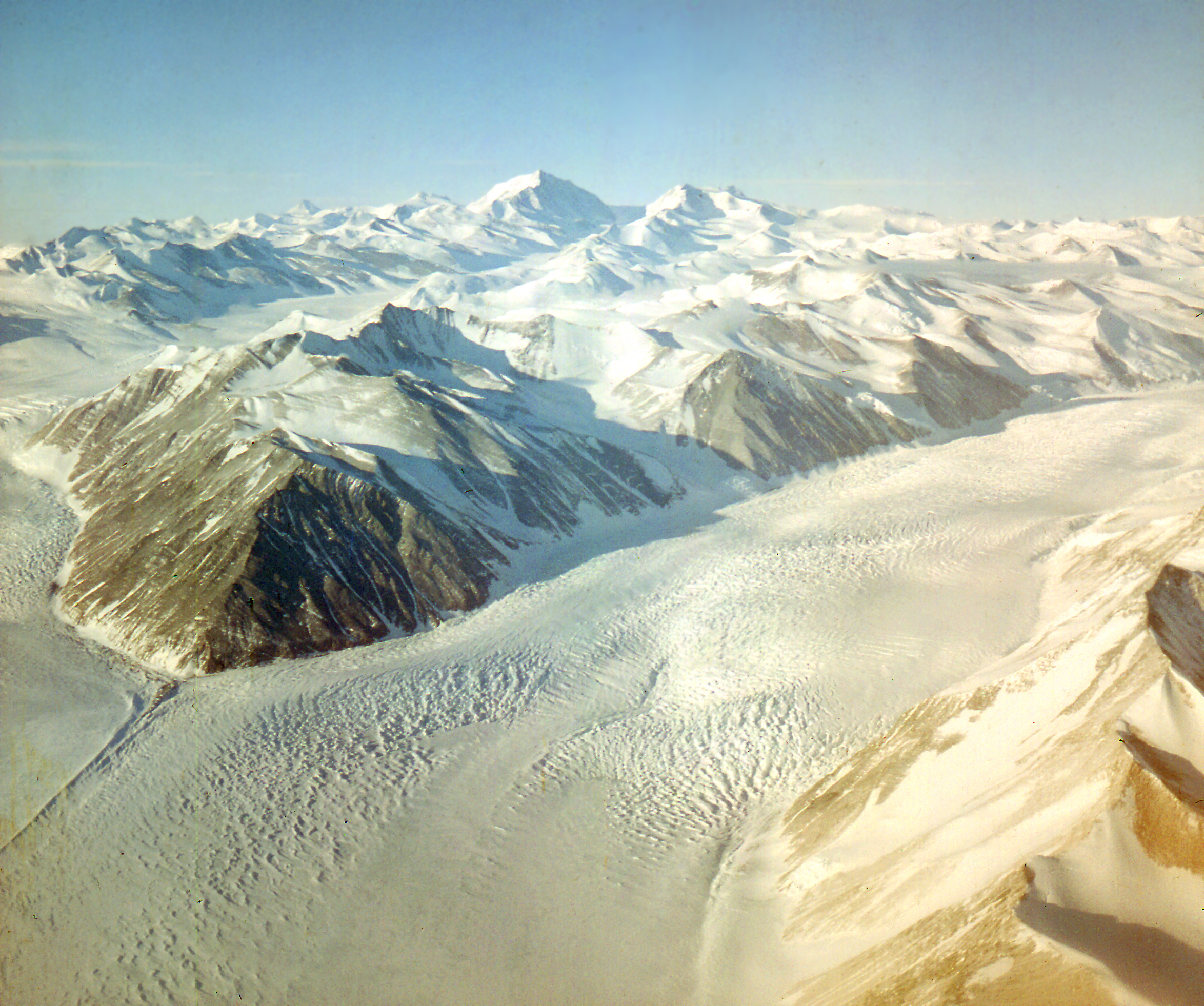
Vista aérea de los glaciares Dugdale y Murray, en la Antártida. Al fondo, el monte Sabine.

La costa Dufek (en inglés, Dufek Coast) es un sector de la costa del mar de Ross sobre la barrera de hielo Ross en la Antártida. Se extiende desde el pico Airdrop (83°45′S 172°45′E / -83.750, 172.750) en el lado este del glaciar Beardmore, límite con la costa Shackleton, y el pico Morris (84°56′S 167°22′O / -84.933, -167.367), una montaña de 910 m s. n. m. que marca el final noroeste de las montañas Duncan en el lado este de la boca del glaciar Liv, límite con la costa Amundsen.
La costa Dufek es reclamada por Nueva Zelanda como parte de la Dependencia Ross, pero esa reclamación solo es reconocida por unos pocos países y desde la firma del Tratado Antártico en 1959, lo mismo que otras reclamaciones antárticas, ha quedado sujeta a sus disposiciones, por lo que Nueva Zelanda ejerce actos de administración y soberanía sobre el territorio sin interferir en las actividades que realizan otros estados en él.
La costa Dufek se halla al oriente de los macizos de las montañas Transantárticas, límite entre los dos grandes sectores en que se divide el continente, por lo que se halla en la Antártida Occidental. El principal macizo de esas montañas frente a esta costa es el de las montañas Reina Maud, de las cuales se desprenden las montañas Prince Olav y las cordilleras Commonwealth y Hughes. Entre los glaciares que separan esos macizos se hallan el Hood, el Canyon, el Pérez, el Good, el Ramsey, el Kosco, el Shackleton, el Bartlett, y el Gough.
El nombre costa Dufek fue dado por el New Zealand Antarctic Place-Names Committee en 1961 en honor al almirante estadounidense George J. Dufek, quien sirvió junto al almirante Richard E. Byrd en el Servicio Antártico de los Estados Unidos (1939–1941), y comandó la fuerza de tareas de la Armada de Estados Unidos durante la Operación Highjump, (1946–1947). También comandó (1954-1959) la Fuerza Naval de Soporte Antártico durante el período de establecimiento de las principales bases antárticas estadounidenses. 